# ルイス・メディーナ (投手)
ルイス・アンヘル・メディーナ（Luis Ángel Medina, 1999年5月3日 - ）は、ドミニカ共和国マリア・トリニダー・サンチェス州ナグア出身のプロ野球選手（投手）。右投右打。MLBのアスレチックス所属。

## 経歴

### プロ入りとヤンキース傘下時代
2015年7月にアマチュア・フリーエージェントでニューヨーク・ヤンキースと契約してプロ入り。
2016年、傘下のルーキー級ドミニカン・サマーリーグ・ヤンキースでプロデビュー。3試合に先発登板して防御率1.93、4奪三振を記録した。
2017年はルーキー級ドミニカン・サマーリーグ・ヤンキースとアパラチアンリーグのルーキー級プラスキ・ヤンキースでプレーし、2球団合計で10試合（先発9試合）に登板して2勝2敗、防御率5.35、39奪三振を記録した。
2018年はルーキー級プラスキでプレーし、12試合に先発登板して1勝3敗、防御率6.25、47奪三振を記録した。
2019年はA級チャールストン・リバードッグスとA+級タンパ・ターポンズでプレーし、2球団合計で22試合に先発登板して1勝8敗、防御率5.47、127奪三振を記録した。オフの11月20日にルール・ファイブ・ドラフトでの流出を防ぐために40人枠入りした。
2020年は新型コロナウイルスの影響でマイナーリーグの試合が開催されず、メジャーにも昇格しなかったため、公式戦の登板は無かった。
2021年は開幕からAA級サマセット・ペイトリオッツでプレーし、7月にはオールスター・フューチャーズゲームに選出された。

### アスレチックス時代
2022年8月1日にフランキー・モンタス、ルー・トリビーノとのトレードで、JP・シアーズ、ケン・ウォルディチャック、クーパー・ボウマンと共にオークランド・アスレチックスへ移籍した。移籍後は傘下のAA級ミッドランド・ロックハウンズへ配属され、移籍前を含めて2球団合計で24試合に先発登板して5勝7敗、防御率5.24、107奪三振を記録した。
2023年シーズン開幕を傘下AAA級ラスベガス・アビエイターズで迎え、4月25日にメジャー昇格を果たし、翌26日のロサンゼルス・エンゼルス戦にてメジャー初先発登板を果たした。

## 投球スタイル
速球は常時90mph台後半、最速102mph（約164.2km/h）を計測する。変化球ではカーブとチェンジアップを投げる。

## 詳細情報

### 年度別投手成績
| 年 度    | 球 団    | 登 板 | 先 発 | 完 投 | 完 封 | 無 四 球 | 勝 利 | 敗 戦 | セ 丨 ブ | ホ 丨 ル ド | 勝 率 | 打 者 | 投 球 回 | 被 安 打 | 被 本 塁 打 | 与 四 球 | 敬 遠 | 与 死 球 | 奪 三 振 | 暴 投 | ボ 丨 ク | 失 点 | 自 責 点 | 防 御 率 | W H I P |
| -------- | -------- | ----- | ----- | ----- | ----- | -------- | ----- | ----- | -------- | ----------- | ----- | ----- | -------- | -------- | ----------- | -------- | ----- | -------- | -------- | ----- | -------- | ----- | -------- | -------- | ------- |
| 2023     | OAK      | 23    | 17    | 0     | 0     | 0        | 3     | 10    | 0        | 0           | .231  | 495   | 109.2    | 109      | 14          | 57       | 2     | 8        | 106      | 11    | 2        | 73    | 66       | 5.42     | 1.51    |
| 2024     | OAK      | 8     | 8     | 0     | 0     | 0        | 2     | 4     | 0        | 0           | .333  | 180   | 40.0     | 43       | 4           | 20       | 1     | 1        | 32       | 5     | 0        | 24    | 23       | 5.18     | 1.58    |
| MLB：2年 | MLB：2年 | 31    | 25    | 0     | 0     | 0        | 5     | 14    | 0        | 0           | .263  | 675   | 149.2    | 152      | 18          | 77       | 3     | 9        | 138      | 16    | 2        | 97    | 89       | 5.35     | 1.53    |

- 2024年度シーズン終了時

### 年度別守備成績
| 年 度 | 球 団 | 投手（P） | 投手（P） | 投手（P） | 投手（P） | 投手（P） | 投手（P） |
| 年 度 | 球 団 | 試 合     | 刺 殺     | 補 殺     | 失 策     | 併 殺     | 守 備 率  |
| ----- | ----- | --------- | --------- | --------- | --------- | --------- | --------- |
| 2023  | OAK   | 23        | 7         | 14        | 1         | 3         | .955      |
| 2024  | OAK   | 8         | 4         | 3         | 1         | 1         | .875      |
| MLB   | MLB   | 31        | 11        | 17        | 2         | 4         | .933      |

- 2024年度シーズン終了時

### 記録
MiLB
- オールスター・フューチャーズゲーム選出：1回（2021年）

### 背番号
- 46（2023年 - ）